# Mads
Mads er et drengenavn, der er udbredt i hele Skandinavien. Det er kortform af Mathias, som er den græske form af det hebraiske navn Matthæus, som betyder Guds gave.
I Sverige og Norge kendes navnet i varianterne Mats og Matts. I Norge har man dog historisk også anvendt den danske form Mads. 
Navnet har været brugt siden middelalderen og har særligt vundet indpas i slutningen af 1900-tallet. Det var meget populært op genmem 1980'erne, og oplevede en renæssance sidst i 1990'erne. Det var således det næstmest populære drengenavn for drenge døbt 1996-2000 i Danmark. Siden 1985 har Mads ikke været ude af top-25 over de mest anvendte drengenavne.
Ifølge Danmarks Statistiks navnebarometer var der 30.572 personer med navnet Mads pr. 1. januar 2013. Det er en stigning på 295 personer i forhold til året før.

## Kendte personer med navnet
- Mads Albæk, dansk fodboldspiller.
- Mads Alstrup, dansk fotograf.
- Mads Andersen, dansk backgammon- og pokerspiller.
- Mads Wissing Andersen, dansk pokerspiller.
- Mads Kruse Andersen, dansk roer.
- Mads Bangsø, dansk atlet.
- Mads Barner-Christensen, dansk forfatter og tv-kommentator.
- Mads Blangstrup, dansk danser.
- Mads Brandstrup, dansk journalist.
- Mats Bergman, svensk skuespiller.
- Mads Blangstrup, dansk danser.
- Mads Brenøe, dansk forfatter.
- Mads Brügger, dansk journalist.
- Mads Brynnum, dansk komiker.
- Mads Bundesen, dansk erhvervsmand og forfatter.
- Mads Bærentzen, dansk jazzpianist.
- Mads Bødker, dansk ishockeyspiller.
- Mads Christensen, dansk ishockeyspiller.
- Mads Bech Christensen, dansk ishockeyspiller
- Mads Christiansen, dansk håndboldspiller.
- Mads Peter Christiansen, dansk botaniker.
- Mads Clausen, dansk ingeniør, fabrikant og grundlægger.
- Mads Eg Damgaard, dansk tæppefabrikant og politiker.
- Mads Dahm, norsk fodboldspiller.
- Mats Eldøen, norsk skuespiller.
- Mads Eriksen, norsk tegneserietegner.
- Mads Christian Esbensen, dansk politolog og kommuniktionsrådgiver.
- Mads Eslund, dansk forfatter.
- Mads Fenger, dansk fodboldspiller.
- Mads Fridsch, dansk embedsmand.
- Mads Fogh, dansk fodboldspiller.
- Mads Fuglede, dansk historiker og kommentator.
- Mads Fuglsang, dansk forfatter.
- Mads Gamdrup, dansk fotograf og professor.
- Mads Gilbert, norsk doktor og politisk aktivist.
- Mads Glæsner, dansk svømmer.
- Mads Gram, dansk landmand og politiker.
- Mads Gravesen, dansk journalist.
- Mats Gren, svensk foboldtræner og tidligere -spiller.
- Mads Greve, dansk fodboldspiller.
- Mats Gustafsson, svensk saxofonist.
- Mads Hak, dansk komponist.
- Mads Hansen, dansk digter.
- Mads Hansen, dansk håndbolddommer.
- Mads Lundby Hansen, dansk økonom.
- Mads R. Hartling, dansk politiker og minister.
- Mats Hellström, svensk politiker og minister.
- Mads Hjulmand, dansk skuespiller
- Mats Hummels, tysk fodboldspiller.
- Mads Hvilsom, dansk fodboldspiller.
- Mads Haarløv, dansk guitarist.
- Mads Jessen, dansk fodboldspiller.
- Mats Jingblad, svensk fodboldspiller.
- Mads Bøgh Johansen, dansk guitarist.
- Mads Johansen, dansk landmand.
- Mats Johansson, svensk politiker.
- Mads Junker, dansk fodboldspiller.
- Mads Jørgensen, dansk fodboldspiller.
- Mads Kaggestad, norsk cykelrytter.
- Mads Kastrup, dansk journalist.
- Mads Keiser, dansk skuespiller og studievært.
- Mads Kiib, dansk håndboldspiller.
- Mads Knarreborg, dansk skuespiller.
- Mads Korneliussen, dansk racerkører.
- Mads Korsbjerg, dansk squashspiller.
- Mads Koudal, dansk skuespiller.
- Mats Jansson, svensk erhvervsleder.
- Mads Johansen Lange, dansk handelsmand på Bali.
- Mads Lang, dansk biskop.
- Mads Lange, dansk redaktør.
- Mads Langer, dansk sanger.
- Mats Lanner, svensk golfspiller.
- Mads Bundgaard Larsen, dansk retspræsident.
- Mads Larsen, dansk bokser.
- Mads Laudrup, dansk fodboldspiller.
- Mats Lavander, svensk ishockeyspiller.
- Mads Lebech, dansk borgmester.
- Mats Letén, dansk tegner.
- Mads Lidegaard, dansk historiker.
- Mats Lilienberg, svensk fodboldspiller.
- Mads Lind, dansk håndboldspiller.
- Mats Lindau, svensk håndboldspiller.
- Mats Lindgren, svensk ishockeyspiller.
- Mads Lisby, dansk skuespiller.
- Mads Lund, dansk journalist.
- Mads Holger Madsen, dansk forfatter.
- Mads Hyhne, dansk basunist.
- Mads Lauritz Madsen, norsk politiker.
- Mads V. Madsen, dansk løber.
- Mats Magnusson, svensk fodboldspiller.
- Mads Mathias, dansk saxofonist.
- Mads Jensen Medelfar, dansk superintendent.
- Mads Melbye, dansk læge og epedimolog.
- Mads Mikkelsen, dansk skuespiller.
- Mads M. Nielsen, dansk skuespiller.
- Mads Nielsen, dansk digter og apoteker.
- Mads Wiel Nygaard, dansk forlægger.
- Mats Näslund, svensk ishockeyspiller.
- Mads Nørgaard, dansk desginer.
- Mads Odgård, dansk designer.
- Mats Odell, svensk politiker og tidligere minister.
- Mats Olsson, svensk håndboldspiller.
- Mads Qvortrup, dansk journalist og politolog.
- Mads Pagh Bruun, dansk fabrikant og politiker.
- Mads Rasmussen, dansk fabrikant og kunstmæcen.
- Mads Reinholdt Rasmussen, dansk roer.
- Mads Rieper, dansk fodboldspiller.
- Mads Riisom, dansk skuespiller.
- Mats Rits, belgisk fodboldspiller.
- Mads Rolander, dansk håndboldspiller.
- Mats Ronander, svensk musiker.
- Mats Rubarth, svensk fodboldspiller.
- Mads Rørvig, dansk politiker.
- Mads Skytte, dansk forfatter.
- Mads Spur-Mortensen, dansk fodboldspiller.
- Mads Stage, dansk tegner.
- Mads Steffensen, dansk journalist.
- Mads Stokkelien, norsk fodboldspiller.
- Mats Sundin, svensk ishockeyspiller.
- Mads Thomsen, dansk fodboldspiller.
- Mads Timm, dansk fodboldspiller.
- Mads Tolling, dansk violinist.
- Mads Tofte, dansk rektor.
- Mads Torry, dansk fodboldspiller.
- Mats Traat, estisk digter.
- Mads True, dansk ishockeyspiller.
- Mads Tunebjerg, dansk bassist.
- Mads Vad, dansk sportsdanser.
- Mads Vangsø, dansk radiovært og stand-up komiker.
- Mads Peter Veiby, dansk iværksætter.
- Mads Viktor, dansk rapper med kusntnernavnet Fantomet.
- Mads Vinding, dansk bassist.
- Mads Vibe-Hastrup, dansk golfspiller.
- Mats Wilander, svensk tennisspiller.
- Mads Wille, dansk skuespiller.
- Mads Würtz Schmidt dansk cykelrytter.
- Mads Ø. Nielsen, dansk håndboldspiller.
- Mats Öberg, svensk pianist.
- Mads Øland, dansk erhvervsleder.
- Mads Østberg, norsk rallykører.
- Mads Øvlisen, dansk erhvervsleder.

## Navnet anvendt i fiktion
- Mads Skjern er en af hovedpersonerne i tv-serien Matador.
- Mads Krumborg kaldet "Krumme" er hovedpersonen i Thøger Birkelands filmatiserede børnebogsserie om "Krummerne".
- Mads og Mikkel er en tegnefilm af Disney.

## Andre anvendelser
- "Du må kalde mig Mads" er et udtryk, der anvendes som en slags ed – f.eks. "Hvis hun er tysker, må du kalde mig Mads!", der betyder, at man er er sikker på, at den omtalte ikke er tysker.
- Mads er det navn, der ifølge traditionen gives til en ged.